# Mike Bantom
Michael Allen Bantom (né le 3 décembre 1951 à Philadelphie, en Pennsylvanie) est un ancien joueur américain de basket-ball.
Intérieur de 2,06 m issu de l'université Saint-Joseph, Bantom remporta la médaille d'argent lors des Jeux olympiques 1972 avec l'équipe américaine, qui s'inclina lors d'un match controversé face à l'URSS. Il fut sélectionné par les Suns de Phoenix au 8e rang de la draft 1973, débutant alors une carrière de neuf années (1973-1982) en tant que membre des Suns, des SuperSonics de Seattle, des Nets de New York, des Pacers de l'Indiana et des 76ers de Philadelphie. Il fut nommé dans la NBA All-Rookie Team et termina sa carrière NBA avec un total de 8568 points, 4 517 rebonds et 1 623 passes décisives. De 1982 à 1989, Bantom connut une carrière professionnelle en Italie.
Depuis la fin de sa carrière de joueur, Bantom a exercé les fonctions de « Licensing Manager » pour NBA International, directeur du marketing pour "NBA International et actuellement, est NBA Senior Vice President of Player Development.